# Shanghai Tower
Shanghai Tower em 2015
A Shanghai Tower (em chinês: 上海 中心 大厦), ou Torre de Xangai, em tradução para o português, é um arranha-céus localizado em Lujiazui, no distrito financeiro de Pudong, em Xangai, na República Popular da China. Inaugurado em 2015, o edifício conta com cerca de 632 metros de altura, divididos em 128 andares, ocupando uma área de cerca de 380.000 m2. Em 3 de agosto de 2014, a construção atingiu o último piso e a altura programada. É o edifício mais alto da China e o quarto mais alto do mundo, superado apenas pelo Burj Khalifa em Dubai, nos Emirados Árabes Unidos., pela Merdeka 118 na Malásia, e pelo Tokyo Skytree no Japão.

## Localização
Modelos de planejamento para o distrito financeiro de Lujiazui, que remontam a 1993, mostram os planos para que três arranha-céus de Xangai ficassem um ao lado da outro. A Shangai Tower foi o último dos três concluído. A Jin Mao Building foi concluída em 1998, e o Shanghai World Financial Center, em 2008.

## Projeto
Depois de inúmeros desenhos apresentadas por muitas empresas de arquitetura, duas propostas de projeto chegaram à final no início de 2008. Um projeto inovador pela Gensler foi escolhido em junho de 2008, que conta com uma parede exterior de vidro cortina que realiza torções que acompanham o edifício enquanto este se levanta .

## Características
A torre é organizada como nove edifícios cilíndricos empilhados em cima uns dos outros, delimitada pela camada interna da fachada de vidro. Entre esta esta camada exterior, que torce como se levanta, nove jardins interiores em diferentes níveis irá fornecer um espaço público para residentes de Xangai. Ambas as camadas da fachada serão transparente e varejo e espaços de eventos será fornecido na base da torre. A torre contará com mais alto do mundo, não fechada em deck de observação.[carece de fontes?]
O desenho da fachada de vidro é descrito para ser capaz de reduzir as cargas de vento sobre o edifício em 24%, o que significa menos materiais de construção são necessários e o recurso de torção irá coletar água da chuva para ser utilizada para o condicionamento da torre de ar e sistemas de aquecimento. As turbinas eólicas para gerar energia do edifício.[carece de fontes?]

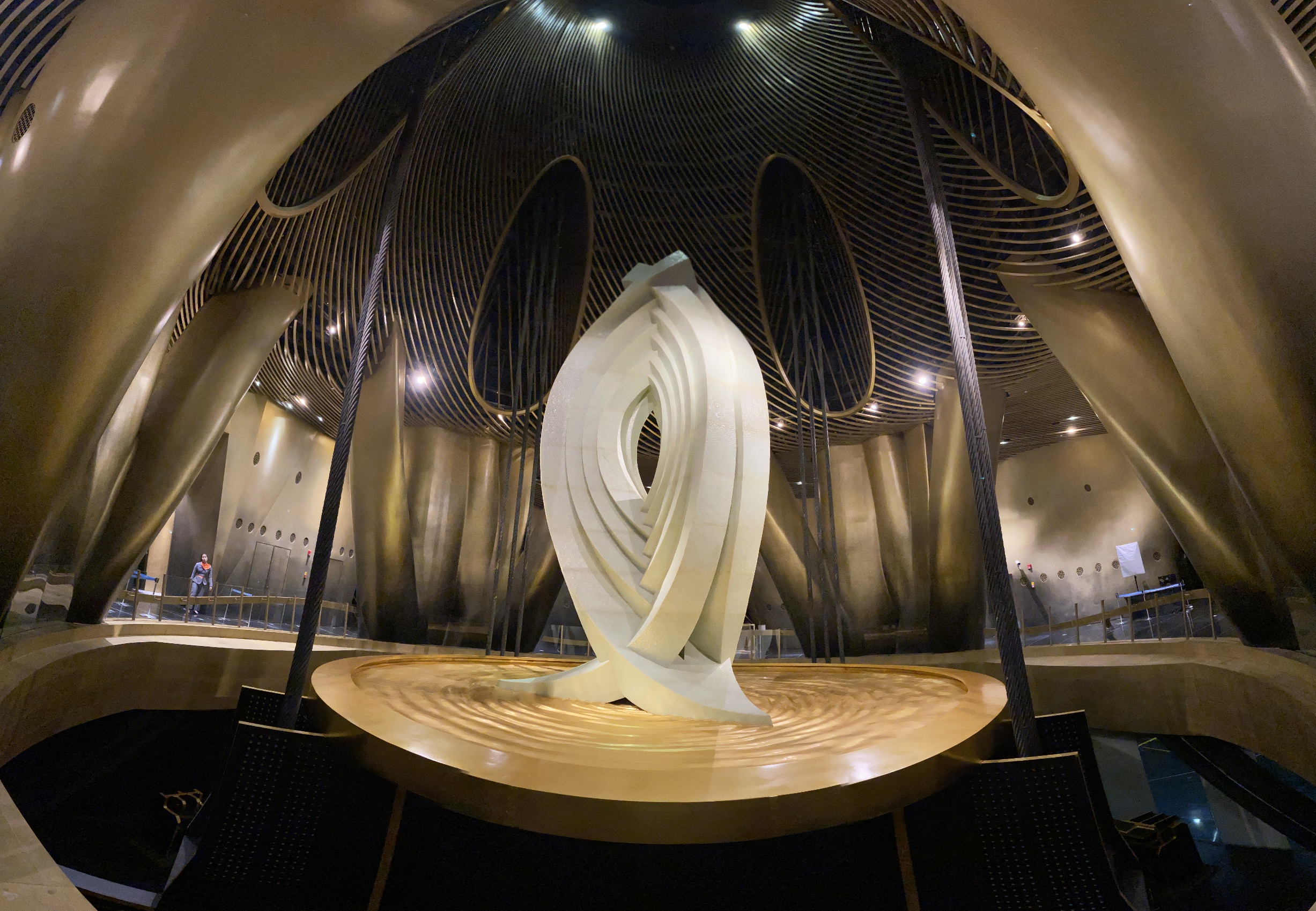
O amortecedor de massa sintonizada da Shanghai Tower tem cerca de 1000 toneladas e é encimado por uma escultura. Está situado 8 pisos acima do observatório.

### Elevador
A Torre de Xangai conseguiu bater três recordes mundiais: tem o elevador mais rápido (demora 1 minuto a subir da entrada no piso -1 ao piso 118), o que consegue ir até maior altura e o mais veloz a transportar o maior número de pessoas. O elevador consegue transportar as pessoas a uma velocidade de 20,5 metros por segundo.